# Карл Хайнрих фон Льовенщайн-Вертхайм-Розенберг
Карл Хайнрих Ернст Франц фон Льовенщайн-Вертхайм-Розенберг (на немски: Karl Heinrich Ernst Franz 6.Fürst zu Löwenstein-Wertheim-Rosenberg; * 21 май 1834, Бор (Хайд), Бохемия, Австрийска империя; † 8 ноември 1921, Кьолн) е 6. княз на Льовенщайн-Вертхайм-Розенберг (1849 – 1908). Той е народен представител/депутат в Райхстага и дългогодишен президент на „Комисариата на немските католици“; като вдовец той става доминиканец.

## Живот
Той е единственият син на наследствен принц Константин фон Льовенщайн-Вертхайм-Розенберг (1802 – 1838) и съпругата му принцеса Агнес фон Хоенлое-Лангенбург (1804 – 1835), дъщеря на княз Карл Лудвиг фон Хоенлое-Лангенбург (1762 – 1825) и графиня Амалия Хенриета Шарлота фон Золмс-Барут (1768 – 1847). Сестра му Аделхайд (1831 – 1909) е омъжена на 24 септември 1851 г. за крал Мигел I Португалски (1802 – 1866) и става доминиканка.
Преди да стане на пет години Карл е пълен сирак. Още през 1849 г. при смъртта на дядо му княз Карл Томас фон Льовенщайн-Вертхайм-Розенберг 15-годишният става шеф на фамилията Льовенщайн-Вертхайм-Розенберг. От 1854 до 1857 г. той следва право.
На 18 октомври 1859 г. в Офенбах той се жени за принцеса Аделхайд фон Изенбург-Бюдинген-Бирщайн (* 10 февруари 1841, Офенбах; † 2 март 1861, Клайнхойбах ам Майн), дъщеря на наследствен принц Виктор фон Изенбург-Бирщайн (1802 – 1843) и леля му принцеса Мария Кресценция Еулалия фон Льовенщайн-Вертхайм-Розенберг (1813 – 1878). Аделхайд умира 12 дена след раждането на дъщеря им през 1861 г. Две години по-късно Карл се жени втори път на 4 май 1863 г. във Виена за принцеса София фон и цу Лихтенщайн (* 11 юли 1837, Виена; † 25 септември 1899, Фишхорн), дъщеря на княз Алойз II фон Лихтенщайн (1796 – 1858) и графиня Франциска Кински фон Вхиниц-Тетау (1813 – 1881).
През септември 1899 г. княз Карл за втори път остава вдовец. На едно поклонение до Лурд той решава през 1902 г. да стане обикновен монах в манастир. На 20 юли 1907 г. той влиза в доминиканския манастир към Венло, Нидерландия. Князът се нарича оттогава Раймундус Мария; светските си титла и служби той предава на син си Алойз. На 8 декември 1909 г. Карл/Раймундус Мария е помазан за свещеник. През 1920 г. той е преместен в Кьолн, където умира на 8 ноември 1921 г. на 87 години в доминиканския манастир „Свети Кръст“. Погребан е във фамилната гробница в манастир Енгелберг над Майн.
Той е кавалер на Ордена на Златното руно.
- Карл, 1898
- Карл като доминиканец,
 ок. 1910
- Раймундус Мария, княз фон Льовенщайн

## Деца
От брака с Аделхайд има една дъщеря:
- Мария Анна Агнес Еулалия Аделхайд Михаела Йохана Леополдина София Елизабет (* 20 февруари 1861, Клайнхойбах; † 2 юли 1896, Солем), монахиня с името Бенедикта в бенедиктинския манастир „Санта Цециле“ при Солем.

От брака със София има осем деца:
- Франциска де Паула ет Асиси Мария Йозефа Аделхайд Августина Агнес (* 30 март 1864, Клайнхойбах; † 12 април 1930, Дюселдорф), неомъжена
- Аделхайд Мария Анна Йозефа Каролина Марцина (* 17 юли 1865, Клайнхойбах; † 6 септември 1941, Прага), омъжена на 10 септември 1889 г. в замък Хайд, Бохемия, за граф Адалберт Йозеф фон Шьонборн (* 2 юли 1854; † 11 октомври 1924, Хайд)
- Агнес Тереза Йохана Мария Йозефа Анна Алойзия Михаела Ева (* 22 декември 1866, Клайнхойбах; † 23 януари 1954, Нидерландия), монахиня
- Йозеф (* 11 април 1868; † 15 февруари 1870)
- Мария Тереза (* 4 януари 1870, Рим; † 17 януари 1935, Виена), омъжена на 8 ноември 1893 г. в Клайнхойбах за трон-претендент Мигел Брагански (* 19 септември 1853, Клайнхойбах; † 11 октомври 1927, Зеебенщайн, Австрия), син на крал Мигел I Португалски и леля ѝ Аделхайд фон Льовенщайн-Вертхайм-Розенберг
- Алойз Йозеф Камил Леополд Михаел Антон Мария (* 15 септември 1871, Клайнхойбах; † 25 януари 1952, дворец Бронбах), 7. княз на Льовенщайн-Вертхайм-Розенберг, женен на 27 септември 1898 г. за графиня Йозефина Кински фон Вхинитц и Тетау (* 23 август 1874; † 23 април 1946)
- Анна (* 28 септември 1873, Клайнхойбах; † 27 юни 1936, Виена), омъжена в Клайнхойбах на 15 юни 1897 г. за принц Феликс фон Шварценберг (* 8 юни 1867; † 18 ноември 1946)
- Йоханес Баптиста Мария Ангелус Йозеф Константин Михаел Леополд Карл (* 29 август 1880, Клайнхойбах; † 18 май 1956, САЩ), принц, женен на 19 февруари 1917 г. в Берлин за графиня Луиза Александра фон Бернсторф (* 3 ноември 1888, Берлин; † 5 март 1971, Женева)